# Kristóf Deák
Kristóf Deák (* 7. Juni 1982 in Budapest) ist ein ungarischer Filmschaffender, der als Filmproduzent, Filmeditor, Drehbuchautor und Filmregisseur tätig ist.

## Karriere
Deák wurde in Budapest geboren und begann 2008 im Fernsehgeschäft bei der ungarischen Fernsehserie Született lúzer, als er für zwei Episoden für den Schnitt verantwortlich war. Im Jahr 2010 veröffentlichte er seinen selbst geschriebenen und verfilmten Kurzfilm Golf with a Shotgun. Neben weiteren Kurzfilmen, bei denen er diversen Tätigkeiten nachging, war er im Jahr 2015 für den mehrfach ausgezeichneten Kurzfilm Beverley als Editor verantwortlich. Für sein Werk Mindenki erhielt Deák bei der Oscarverleihung 2017 einen Oscar in der Kategorie „Bester Kurzfilm“.

## Filmografie (Auswahl)
Kurzfilme
- 2010: Golf with a Shotgun
- 2012: The Boss
- 2012: Losing It
- 2015: Beverley
- 2016: Mindenki (intern. Titel Sing)